# Современные южноаравийские языки

Современные южноаравийские языки (араб. العربية الجنوبية الحديثة‎) или юго-восточные семитские языки (араб. السامية الجنوبية الشرقية‎) — южносемитские языки, на которых говорят в южной части Аравийского полуострова — в современном Йемене, Омане и на острове Сокотра (принадлежит Йемену). Все современные южноаравийские языки имеют малое число говорящих и находятся под постоянным давлением со стороны доминирующего в регионе арабского языка. Грамотность на этих языках среди их носителей практически нулевая. Близкородственная ветвь, эфиопская, включает в себя южносемитские языки, распространённые на Африканском континенте.
- Мехри имеет наибольшее число носителей — 70 643 в Йемене, 50 763 в Омане и 14 358 в Кувейте и соседних регионах (вследствие эмиграции в Кувейт). Общее число говорящих по всем странам составляет 135 764 (SIL 2000)
- Сокотри — также относительно многочисленный язык. Его носители живут на острове Сокотра и поэтому язык почти не испытывает давления со стороны арабского. Согласно переписи 1990 года, в Йемене число носителей составило 57 000. Общее число говорящих по всем странам (включая рабочих-мигрантов) оценивается в 64 000 человек.
- Шехри (джиббали) с числом говорящих 25 000 хорошо известен как язык повстанцев во время восстания в оманской провинции Дофар близ границы с Йеменом в 1970-х.
- Батхари — приблизительно 200 носителей
- Харсуси — около 1 000 — 2 000 в Омане
- Хобйот — приблизительно 100 носителей в Омане

Эти языки не являются потомками эпиграфических южноаравийских языков. По большей части они даже более консервативны, чем любой из эпиграфических южноаравийских языков.
Языки примечательны своей архаичностью, особенно в области фонологии — например, в них сохранились латеральные фрикативы прасемитского языка, в то время как во всех остальных семитских языках они были утрачены тысячи лет назад.